# 梅尔古诺夫卡河
梅尔古诺夫卡河（俄语：Река Мельгуновка），前称们河（俄语：Река Мо, 满语：Mon Bira），是滨海边疆区的河流，长67公里，流域面积3510平方公里，由涅斯捷罗夫卡河和斯图焦纳亚河交汇处起，注入兴凯湖。河落差3.35米每公里，总落差22米，深约1到5米，宽约15到50米。1972年更为现名。

## 引用
1. ↑  谭其骧. . 中国地图出版社.
2. ↑  . primpogoda.ru.   [2019-05-03]. （原始内容存档于2023-04-22） （俄语）.
3. ↑  А·П·穆拉诺夫. . 列宁格勒: 气象出版社. 1966 （俄语）.
4. ↑  . 列宁格勒: 气象出版社 （俄语）.
5. ↑  Т·А·基谢尔科瓦娅. . 列宁格勒: 气象出版社. 1977 （俄语）.
6. ↑   (PDF). www.vladcity.com. （原始内容 (PDF)存档于2011-07-17）.